# Борис Милев
Борис Наумов Милев – Огин е български комунист и общественик, осъществявал различни дейности в театъра, журналистика, борбата срещу нацистката окупация във Франция, киното и дипломацията.

## Биография

### Ранен живот
Борис Милев е роден на 29 юни 1903 г. в София, в бедно семейство с пет деца. Израсъл в лишения, той е отгледан и възпитан от майка си и баба си. Още от младежките си години проявява силен интерес към левите идеи. През 1922 г. се явява на национален театрален конкурс и печели първо място. Любовта му към театъра не угасва през целия му живот. След освобождаването си от ареста, където попада за политическа дейност, постъпва на работа като учител в Пиринска Македония, с. Капатово, Петричко. През 1925 г. се присъединява към Българската комунистическа партия. За да избегне репресиите, Борис Милев отива в Париж като емигрант. Изкарва прехраната си като обущарски работник (тресьор – плетач на сандали). Впоследствие постъпва на работа в театър „Ателие“, където е асистент на Шарл Дюлен. Арестуван заради участие в предишна стачка, през 1928 г. е депортиран в Белгия. Като активист на Белгийската комунистическата партия попада в затвора „Сен-Жил“. Изгонен от Белгия, през 1929 г. Борис Милев се връща във Франция и подновява занаята си като майстор-сандалджия. През 1931 г. се завръща в България, където продължава политическата и литературната си дейност (вестници Ехо, РЛФ – Работнически литературен фронт, списания Наковалня, Театър и други). През 1932 г. става член на Втори районен комитет на Софийската окръжна организация на БКП. Назначен е за главен редактор на седмичника РЛФ до спирането му през 1934 г. Ранен по време на ареста си през 1935 г., той е осъден и изпратен в Централния софийски затвор, откъдето след няколко месеца успява да избяга. Борис Милев се завръща във Франция – политическата емиграция отново става негова съдба. През 1937 г. е изпратен с мисия в Полша под ръководството на бъдещия генерал Иван Винаров, който е свързан с тайните задгранични служби на Съветския съюз. Подозирайки, че е разкрит, той незабавно напуска Полша и се завръща във Франция.

### Начало на войната
В края на 1939 г. като „нежелан“ чужденец е интерниран във Френ, след това в лагера Верне. Оттам е преместен в лагера „Де Мил“, откъдето успява да избяга. Арестуван много бързо от германците, той е докаран в затвора на Шалон-сюр-Саон, но скоро е освободен, защото през пролетта на 1941 г. България става съюзник на немския Райх. Борис Милев се завръща в Париж, където заедно с неколцина свои сънародници се включва в кооперация за производство на сандали. Това е добро прикритие за участие в борбата срещу нацисткия окупатор. През юли 1942 г. нелегалната антифашистка българска група в Париж е в състав: Владимир Щърбанов, Николай Радулов, Георги Радулов, Димитър Генчев – Батето, Николай Задгорски и Николай Маринов. Групата е част от бойните партизански отряди на формированието участници-емигранти в Съпротивата (FTP-MOI) и е на подчинение на военния отговорник Борис Холбан (Роже).

### Политически отговорник
През януари 1943 г. Жак Камински (Ерве) предава на Борис Милев решението на Централния комитет на Френската комунистическа партия да влезе в ръководния триъгълник на FTP-MOI на парижкия регион като политически отговорник. Негови началници ще бъдат Анри Рол-Танги (Ив) и Робер Баланже (Лапиер). Следващият период е богат на акции срещу нацисткия окупатор. Борис Милев е натоварен, наред с другите си задължения в Съпротивата, да координира отрядите и техните действия, да набира нови бойци, да ги убеждава в необходимостта от въоръжена борба, да утвърждава бойния им дух. Едно от кадровите открития на Борис Милев е Мисак Манукян (Жорж), който ще бъде в центъра на „Червения афиш“. Разбирайки, че агенти на полицията го преследват, Борис Милев е изпратен през май 1943 г. в северната и източната части на Франция. През ноември 1943 г. Луи Гройновски (Бруно) му обявява, че Централния комитет на ФКП го назначава за политически отговорник на FTP-MOI. С помощта на местната организация на FTP са освободени група съветски военнопленници, които се присъединяват към съпротивителното движение.
Борис Милев участва в парижкото въстание през август 1944 г. На 21 август, заедно с неколцина българи, поемат контрола на Царската легация във френската столица.

### След войната
В края на войната, след дълго пътуване Борис Милев с група от десет сънародници се завръщат в България.
През 1945 г. той става главен редактор на седмичника „Знаме на труда“ на мястото на Никола Алексиев. На 15 септември 1946 г. основава всекидневника „Труд“ заедно с Асен Бояджиев и Никола Алексиев. В началото на 1951 г. Борис Милев става една от жертвите на сталинските репресии (теза за врага с партиен билет) в България и лежи 6 месеца в затвора. Впоследствие е реабилитиран благодарение намесата на Райко Дамянов.
От 1950 до 1958 г. е директор, началник отдел и режисьор в кинематографията. От 1958 до 1963 г. е представител на България в ЮНЕСКО. От 1966 г. е член на ЦКРК на БКП. Като член на комисията през 1977 г. помага за реабилитацията на Запрян Фазлов (Леваневски), за посмъртното му признаване като активен борец, за отмяната на наказанието му от 1964 г. и за издабането на книгата на Давид Овадия "Леваневски" през 1978 г.
Посланик в Гвинея и Сиера Леоне в периода 1968 – 1971 г.
Борис Милев приключва земния си път на 28 април 1983 г. в София.

## Награди
- Орден „Народна република България“ – ІІ степен (1963 г.)[51]
- Звание „Герой на социалистическия труд“ (1971 г.)[52]
- Орден „Георги Димитров“ (1973 г.)[53]
- Френски медал „Кръст на боеца“ (Croix du combattant N° 759514 – 1974 г.)
- Звание „Заслужил деятел на културата“ (1976 г.)
- Полски медал „Кръст на заслугите RP (1-ва република)“

## Книги
- Борис Милев, „Синдикалното движение във Франция“, ОРПС, 1946, 40 стр.[54]
- Борис Милев, „Как да стана дописник : Сб. лекции по дописничество“, Профиздат, 1949, 112 стр.
- Борис Милев, „Френският народ се бори за мир“, Бълг.-фр. к-т, 1950, 50 стр.
- Борис Милев, „Пет години нова Полша“, Славянски к-т в България, 1950, 48 стр.
- Борис Милев и колектив, „Свобода на Жак Дюкло!“, Нац. к-т за защита на мира, 1952, 100 стр.
- Борис Милев-Огин, „Страници, спомени“, Държавно Военно издателство, 1973, 432 стр.
- Борис Милев-Огин и Михаил Берберов, „Атон, легенда жива“, издателство „Отечество“, 1981, 116 стр.
- Борис Милев-Огин, „Страници“, Партиздат, 1982, 487 стр. (свободен достъп)[55][56], на френски (2022)
- Борис Милев-Огин, „Париж гладува, Париж студова, но вече не чувства срам, Парижкото въстание, август 1944“, Отечествен Фронт, 1984, 185 стр.[57]

## Документални филми[58]
- Вдъхновяващ пример, с Румен Григоров и Юри Арнаудов, 1950
- Слава Сталину! с Румен Григоров, 1951
- Скъпи гости от Китай, 1952
- Те са и наши деца, 1952
- По стоманените релси, 1953
- В тия тежки дни, c Дучо Мундров, 1953
- Път към щастие, 1953
- Първенци в животновъдството, 1954
- Изследователи на земните ядра, 1955
- Свиневедът Троев, 1955
- Проучватели на земните недра, 1955
- Апостолът на свободата, 1955[59]
- Половин век миньорска борба, 1956
- Песента на Арда, с Александър Рупчин, 1957[60]
- Христо Ников, 1957
- Парфюм-Кооп, 1957
- Нова София, 1957
- Кооп „Нарцис“, 1957
- Нашата столица, с Александър Рупчин, 1958[61]
- Геният на революцията, с Александър Рупчин, 1973
- Първото антифашистко въстание, с Александър Рупчин, 1973
- Бойните групи, с Александър Рупчин, 1974

## Пиеси
- Опиум на народа[45]
- Двубой, Профиздат, 1952, 188 стр.[62]